# Joachim Naumann
Joachim Naumann (* 10. Mai 1929 in Wahnsdorf; † 16. Dezember 2019 in Berlin) war ein deutscher Diplomat. Er war Botschafter der Deutschen Demokratischen Republik in Kuba, Mexiko und Venezuela.

## Leben
Nach bestandenem Abitur begann Joachim Naumann im Jahr 1951 ein Studium am Institut für Internationale Beziehungen der Deutschen Akademie für Staats- und Rechtswissenschaft, das er 1953 als Diplom-Staatswissenschaftler abschloss. 1967 promovierte an der Parteihochschule „Karl Marx“ zum Dr. phil und studierte an dieser Bildungsstätte der SED von 1973 bis 1974.
Seit 1953 arbeitete Naumann im Ministerium für Auswärtige Angelegenheiten der DDR (MfAA). Von 1954 bis 1956 war er persönlicher Referent des Staatssekretärs Georg Ulrich Handke und arbeitete von 1957 bis 1960 zunächst als 2., dann als 1. Sekretär an der Botschaft in der Volksrepublik China, danach bis 1962 als Stellvertreter des Leiters der Handelsvertretung in Guinea und von 1962 bis 1963 als Bevollmächtigter der Regierung der DDR in Laos. Von 1963 bis 1967 leitete er die Abteilung Lateinamerika (6. Außereuropäische Abteilung). Von 1967 bis 1973 war er Botschafter in Kuba, danach von 1974 bis 1982 wieder Abteilungsleiter für Lateinamerika. In den Jahren von 1983 bis 1988 war er Botschafter in Mexiko mit Zweitakkreditierungen in Costa Rica und Panama. Von 1989 bis 1990 war er Botschafter der DDR in Venezuela.
Achim Naumann war Mitglied der SED. Er verstarb am 16. Dezember 2019 in Berlin.

## Auszeichnungen
- 1969 Vaterländischer Verdienstorden in Bronze
- 1976 Vaterländischer Verdienstorden in Silber
- 1989 Stern der Völkerfreundschaft in Silber
- 1988 Mexikanischer Orden La Condecoración del Águilar Azteca en grado de Banda
- 1990 Venezolanischer Orden Condecoración Orden Francisco de Miranda en la Primera Clase